# Grosse Rettenstein
Le Grosse Rettenstein est une montagne qui s’élève à 2 366 m d’altitude dans les Alpes de Kitzbühel, en Autriche.